# 1000-km-Rennen auf dem Nürburgring 1959

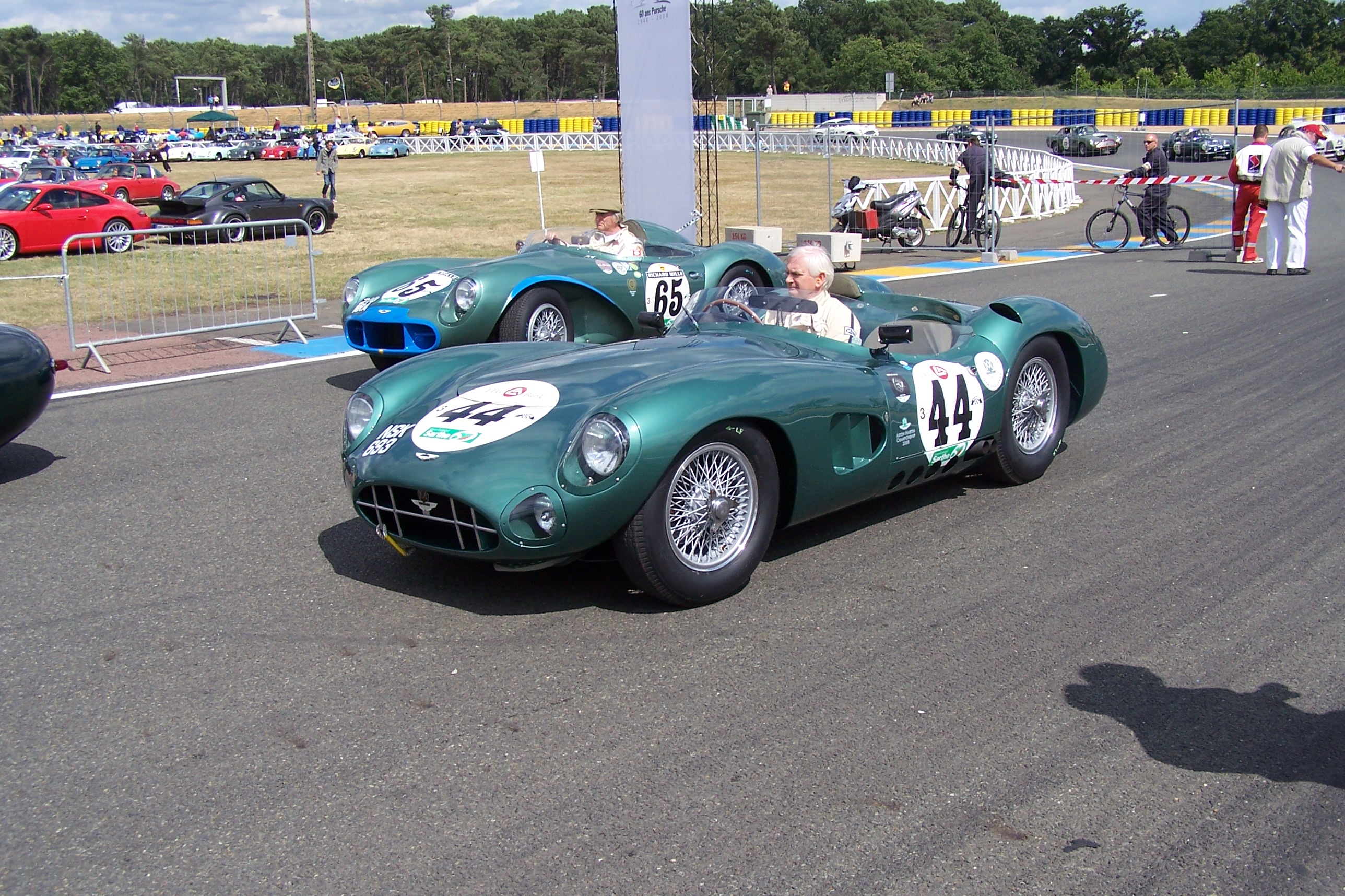
Aston Martin gewann mit dem DBR1/300 zum dritten Mal in Folge das 1000-km-Rennen

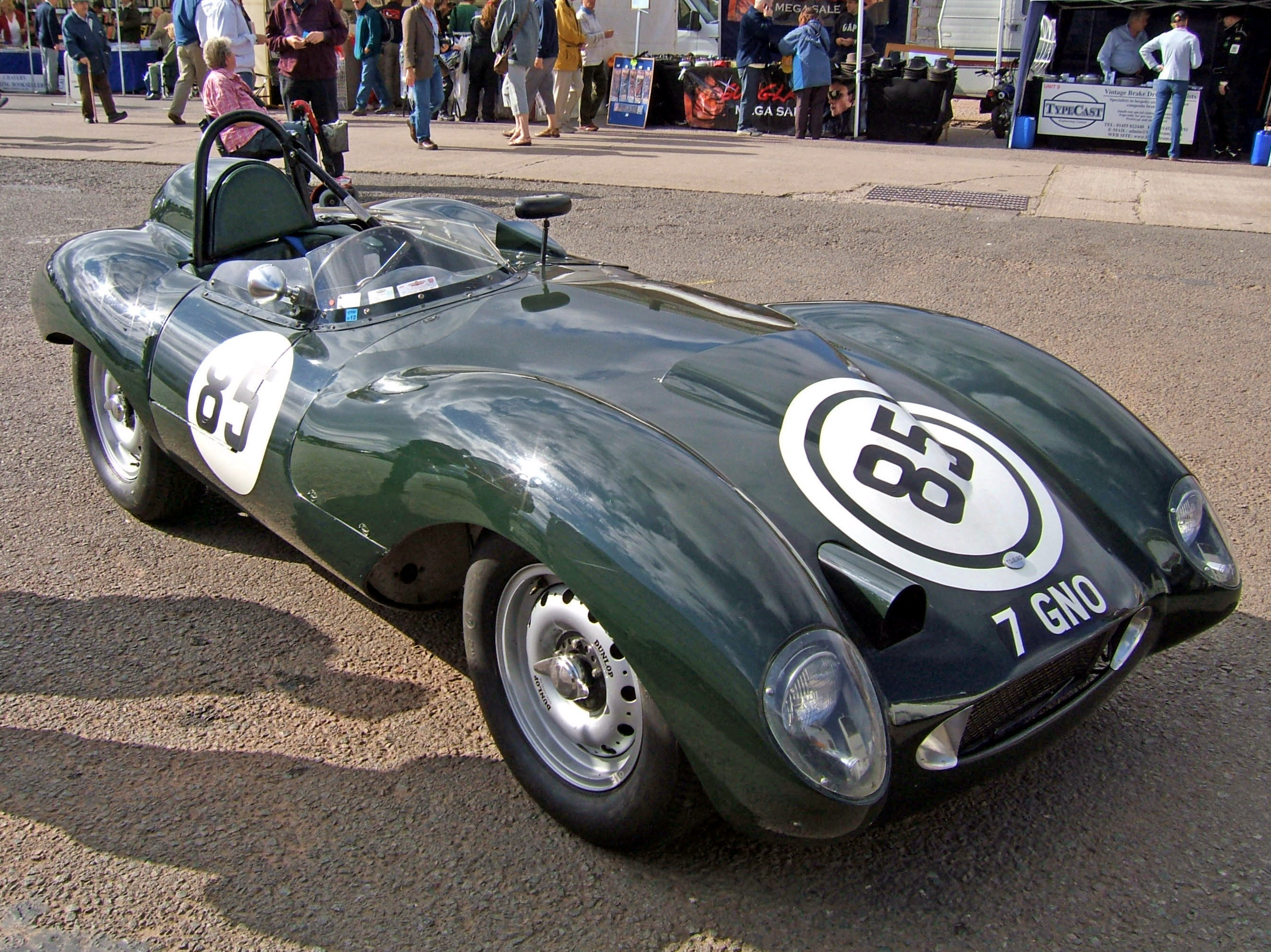
Tojeiro mit 3-Liter-Jaguar-Motor; Ron Flockhart und John Lawrence fielen mit einem Tojeiro nach 14 Runden wegen eines Bremsdefekts aus

Das fünfte 1000-km-Rennen auf dem Nürburgring, auch ADAC 1000 Kilometer Rennen, Nürburgring, fand am 7. Juni 1959 auf der Nordschleife des Nürburgrings statt und war der dritte Wertungslauf der Sportwagen-Weltmeisterschaft dieses Jahres.

## Vor dem Rennen
Zum ersten Mal in der Geschichte des 1000-km-Rennens kam die Rennmannschaft des deutschen Sportwagenherstellers Porsche als Führender in der Sportwagen-Weltmeisterschaft an die Nordschleife. Nach einem dritten Rang von Wolfgang von Trips und Joakim Bonnier beim ersten Rennen der Saison, dem 12-Stunden-Rennen von Sebring, hatte das Team unter der Leitung von Fritz Huschke von Hanstein bei der Targa Florio mit Edgar Barth und Wolfgang Seidel den ersten Sieg für Porsche in der Weltmeisterschaft gefeiert.
In der Meisterschaft hielt Porsche bei 12 Punkten und lag vier Punkte vor der zweitplatzierten Scuderia Ferrari. Für das Rennteam von Ferrari hatten Dan Gurney und Chuck Daigh das Rennen auf dem Sebring International Raceway gewonnen.

## Das Rennen
Im Jahr davor kam Aston Martin mit nur einem Weltmeisterschaftspunkt an die Nordschleife und erzielte dann durch den Erfolg von Stirling Moss und Jack Brabham den ersten Saisonsieg. 1959 hatte das Team von David Brown vor dem Langstreckenrennen in der Eifel überhaupt keine Punkte erzielt.
1959 war Jack Fairman der Partner von Moss. Fairman fuhr zum zweiten Mal ein Rennen am Nürburgring und kam mit seinen Rundenzeiten nicht annähernd an die von Moss heran; teilweise war er auf einer Runde bis zu 25 Sekunden langsamer als sein Teamkollege. Am Renntag saß daher Moss die längst mögliche Zeit im Cockpit. 37 der 44 zu fahrenden Runden pilotierte er den DBR1/300. Als Moss den Wagen zum ersten Mal an Fairman übergab, hatte er einen komfortablen Vorsprung auf die Werks-Ferrari 250TR59 von Phil Hill/Olivier Gendebien und Tony Brooks/Jean Behra herausgefahren. Fairman kam aber im Streckenabschnitt Brünnchen von der Strecke ab und blieb mit der Hinterachse in einem Graben hängen. Der Sieg schien verloren, den die Ferrari zogen vorbei. Fairman wusste sich jedoch zu helfen. Aus einem Zaun brach er eine Latte heraus und hob damit den 800 kg schweren Wagen wieder zurück auf die Fahrbahn. Erschöpft schaffte er es zurück an die Boxen und Moss löste ihn ab. Moss ging erneut in Führung und am Ende des Rennens hatten er und Fairman einen Vorsprung von 41 Sekunden auf den Ferrari von Hill und Gendebien.
Die Klasse für Sportwagen bis 2 Liter Hubraum gewannen Umberto Maglioli und Hans Herrmann für Porsche. Auch in der 1,5-Liter-Sportwagenklasse ging der Erfolg an einen Porsche 718 RSK. Das Schweizer Duo Heini Walter/Arthur Heuberger siegte vor dem Werks-Porsche von Wolfgang von Trips und Joakim Bonnier.

### Fataler Unfall
In der achten Runde kam es zu einem Zwischenfall, der mit dem Tod des Schweizer Rennfahrers Fausto Meyrat endete. In dieser Runde lief der Führende Stirling Moss im Streckenabschnitt Kesselchen auf den Auto Union RS1080 von Meyrat auf und wollte das langsame Fahrzeug überholen. Der Schweizer fuhr in der Mitte der Straße und übersah wegen der schlechten Sicht die blauen Flaggen, die ihm anzeigten, dass ein schnelleres Fahrzeug überholen will. Mit zwei Rädern im Gras überholte Moss Meyrat auf der rechten Seite. Meyrat verlor die Herrschaft über den Auto-Union. Das Fahrzeug kam von der Straße ab und überschlug sich mehrmals. Meyrat wurde schwer verletzt in das Krankenhaus von Adenau gebracht, wo er zwei Tage später starb. Nach dem Rennen tauchte der Vorwurf auf, Moss hätte den Meyrats Wagen beim Überholen getroffen und dadurch den Unfall ausgelöst. Eine Bestätigung für diese Behauptung gab es nie. Dennoch strebte Meyrats Witwe ein Verfahren wegen Totschlags gegen Moss an, das von deutschen Behörden jedoch nicht geführt wurde.

## Ergebnisse

### Schlussklassement
| 1               | S 3.0  | 1  | David Brown                  | Stirling Moss Jack Fairman                                | Aston Martin DBR1/300           | 44 |
| 2               | S 3.0  | 4  | Scuderia Ferrari             | Phil Hill Olivier Gendebien                               | Ferrari 250TR59 Fantuzzi Spyder | 44 |
| 3               | S 3.0  | 3  | Scuderia Ferrari             | Tony Brooks Jean Behra                                    | Ferrari 250TR59                 | 44 |
| 4               | S 2.0  | 15 | Porsche KG                   | Umberto Maglioli Hans Herrmann                            | Porsche 718 RSK                 | 44 |
| 5               | S 3.0  | 5  | Scuderia Ferrari             | Dan Gurney Cliff Allison                                  | Ferrari 250TR59                 | 43 |
| 6               | S 1.5  | 34 | Heini Walter                 | Heini Walter Arthur Heuberger                             | Porsche 718 RSK                 | 42 |
| 7               | S 1.5  | 26 | Porsche KG                   | Wolfgang von Trips Joakim Bonnier                         | Porsche 718 RSK                 | 41 |
| 8               | S 3.0  | 10 | Scuderia Centro Sud          | Mário de Araújo Cabral Joaquim Felipe Nogueira            | Maserati 300S                   | 40 |
| 9               | GT 3.0 | 55 | Equipe Nationale Belge       | Jean Blaton Armand Blaton                                 | Ferrari 250 GT LWB Berlinetta   | 40 |
| 10              | GT 1.6 | 67 | Hans-Joachim Walter          | Hans-Joachim Walter Paul-Ernst Strähle                    | Porsche 356A Carrera            | 39 |
| 11              | GT 1.6 | 67 | Helmut Busch                 | Helmut Busch Christian Heins                              | Porsche 356A Carrera            | 39 |
| 12              | GT 1.6 | 72 | Siegfried Günther            | Siegfried Günther Helmut Zick                             | Porsche 356A Carrera            | 39 |
| 13              | 2.0    | 25 | Porsche KG                   | Pedro Rodríguez Leo Levine                                | Porsche 356B Super 90 Speziale  | 39 |
| 14              | GT 3.0 | 56 | Equipe Nationale Belge       | Léon Dernier Lucien Bianchi                               | Ferrari 250 GT LWB Berlinetta   | 39 |
| 15              | GT 1.6 | 65 | Emil Pardee                  | Emil Pardee Peter Talbot                                  | Porsche 356A Carrera            | 39 |
| 16              | S 1.1  | 43 | John Campbell-Jones          | John Campbell-Jones John Horridge                         | Lotus Eleven                    | 39 |
| 17              | S 2.0  | 24 | Porsche KG                   | Herbert Linge Antonio Pucci                               | Porsche 356A Carrera Speziale   | 39 |
| 18              | GT 1.6 | 77 | Joseph Greger                | Joseph Greger Peter Ruby                                  | Porsche 356 Carrera             | 39 |
| 19              | GT 3.0 | 61 | Peter Monteverdi             | Peter Monteverdi Karl Stangl                              | Mercedes-Benz 300 SL            | 38 |
| 20              | GT 1.6 | 71 | Gerhard Koch                 | Gerhard Koch Werner Lindermann                            | Porsche 356 Carrera             | 38 |
| 21              | GT 1.6 | 78 | Nadege Ferrier               | Paul Frère Nadege Ferrier                                 | Porsche 356 Carrera             | 38 |
| 22              | GT 1.6 | 76 | Frank Kalkuhl                | Frank Kalkuhl Egon Evertz                                 | Porsche 356 Carrera             | 38 |
| 23              | GT 1.3 | 85 | R. W. Fitzwilliam            | Peter Lumsden Peter Riley                                 | Lotus Elite                     | 38 |
| 24              | GT 1.6 | 74 | Hans Hartzheim               | Hans Hartzheim Heinz Hartzheim                            | Porsche 356A Carrera            | 38 |
| 25              | GT 1.3 | 92 | Ewald Bandmann               | Ewald Bandmann Lothar Bender                              | Alfa Romeo Giulietta SV         | 37 |
| 26              | GT 1.3 | 93 | Ron Vogt                     | Ron Vogt William Rauch                                    | Alfa Romeo Giulietta SV         | 37 |
| 27              | GT 1.3 | 94 | Heinz Friederichs            | Rudolf-Wilhelm Moser Heinz Friederichs                    | Alfa Romeo Giulietta SV Zagato  | 37 |
| 28              | GT 1.3 | 81 | Auto-Wax                     | Wilfried Junge Günther Schramm                            | Alfa Romeo Giulietta SV         | 37 |
| 29              | S 1.5  | 29 | David Piper                  | David Piper Keith Greene                                  | Lotus 15                        | 36 |
| 30              | GT 1.3 | 87 | Jaques Charlot               | Jaques Charlot Gustave Gosselin                           | Alfa Romeo Giulietta SV         | 36 |
| 31              | S 750  | 48 | Automobile Deutsch et Bonnet | Gérard Laureau Paul Armagnac                              | DB HBR4                         | 36 |
| 32              | GT 1.3 | 89 | Ecurie Francorchamps         | André Pilette André Liekens                               | Alfa Romeo Giulietta SV Zagato  | 36 |
| 33              | GT 1.3 | 91 | Georges Hacquin              | Georges Hacquin Pierre Henriquet                          | Alfa Romeo Giulietta SV         | 35 |
| 34              | GT 1.3 | 96 | Warren King                  | Warren King William Linder                                | Alfa Romeo Giulietta SV         | 35 |
| 35              | GT 1.6 | 75 | Bruno Runte                  | Bruno Runte Günther Selbach                               | Porsche 356 Carrera             | 35 |
| 36              | GT 1.6 | 73 | Hellmuth Gerhards            | Hellmuth Gerhards Harald Gerhards                         | Porsche 356A                    | 35 |
| 37              | S 1.1  | 41 | Jacques Lefebvre             | Jacques Lefebvre Walter Monaco                            | Lotus Eleven                    | 35 |
| 38              | S 750  | 50 | Stanguellini France          | René-Philippe Faure Duvillier                             | Stanguellini Efac SP5601        | 33 |
| 39              | S 750  | 51 | Stanguellini France          | Georges Guyot Roger Gourdin                               | Stanguellini Efac SP5601        | 33 |
| 40              | S 750  | 49 | Automobile Deutsch et Bonnet | René Bartholoni Roger Masson                              | DB HBR4                         | 31 |
| Nicht klassiert |        |    |                              |                                                           |                                 |    |
| 41              | GT 3.0 | 63 | Frank Ballard                | Frank Ballard Herbert Russell                             | Triumph TR3                     |    |
| 42              | GT 1.3 | 88 | Georges Berger               | Georges Berger Pascal Demol                               | Alfa Romeo Giulietta SV         |    |
| Disqualifiziert |        |    |                              |                                                           |                                 |    |
| 43              | S 1.1  | 46 | Lola Equipe                  | Peter Ashdown Eric Broadley                               | Lola MK1                        | 15 |
| Ausgefallen     |        |    |                              |                                                           |                                 |    |
| 44              | S 3.0  | 11 | Rod Carveth                  | Rod Carveth Gilbert Geitner                               | Ferrari 250TR58                 | 38 |
| 45              | S 1.5  | 27 | Wolfgang Seidel              | Wolfgang Seidel Carroll Shelby                            | Porsche 718 RSK                 | 33 |
| 46              | S 2.0  | 14 | Porsche KG                   | Edgar Barth Carel Godin de Beaufort                       | Porsche 718 RSK                 | 23 |
| 47              | S 3.0  | 9  | Brian Lister Engineering     | Michael Taylor Peter Blond                                | Lister Costin                   | 16 |
| 48              | S 3.0  | 2  | Graham Whitehead             | Graham Whitehead Brian Naylor                             | Aston Martin DBR1/300           | 14 |
| 49              | GT 1.3 | 80 | Auto-Wax                     | Herbert Schulze Eberhard Mahle                            | Alfa Romeo Giulietta SV Zagato  | 14 |
| 50              | S 3.0  | 6  | Ecurie Ecosse                | Ron Flockhart John Lawrence                               | Tojeiro                         | 13 |
| 51              | S 2.0  | 16 | Scuderia Eugenio Castellotti | Giulio Cabianca Giorgio Scarlatti                         | Ferrari Dino 196S               | 9  |
| 52              | S 2.0  | 19 | Fitzwilliam Racing Team      | Christopher Martyn Douglas Graham                         | MGA Twin Cam                    | 9  |
| 53              | GT 1.3 | 83 | Edgar Berney                 | Edgar Berney Karl Foitek                                  | Alfa Romeo Giulietta SV         | 9  |
| 54              | S 2.0  | 20 | Fitzwilliam Racing Team      | Robin Carnegie Bill de Selincourt                         | MGA Twin Cam                    | 8  |
| 55              | S 2.0  | 21 | Reg Parnell                  | Tim Parnell David Buxton                                  | Lotus 15                        | 8  |
| 56              | S 1.1  | 42 | Stefan Brugger               | Fausto Meyrat Stefan Brugger                              | Auto Union RS1080               | 8  |
| 57              | S 3.0  | 7  | Ecurie Ecosse                | Masten Gregory Innes Ireland                              | Lister Monza                    | 5  |
| 58              | GT 3.0 | 62 | Rudi Goldener                | Rudi Goldener Helmut Koegel                               | Mercedes-Benz 190 SL            | 2  |
| 59              | GT 1.3 | 90 | Paul Deetens                 | Paul Deetens Annie Speers                                 | Alfa Romeo Giulietta            | 2  |
| 60              | S 1.5  | 30 | Alejandro de Tomaso          | Colin Davis Alejandro de Tomaso                           | Osca FS1500                     | 1  |
| 61              | S 1.1  | 44 | R. J. W. Atley               | Bob Hicks Christ Power                                    | Lotus Eleven                    | 1  |
| 62              | S 750  | 52 | Stanguellini France          | Fernard Leroy Andre Bauder                                | Stanguellini Efac SP5601        | 1  |
| 63              | GT 1.6 | 66 | Fitzwilliam Racing Team      | Paul Fletcher John Dashwood                               | MGA Twin Cam                    | 1  |
| 64              | GT 1.3 | 86 | Jan Johnson                  | Jan Johnson Erik Siegfasth                                | Alfa Romeo Berlina              | 1  |
| 65              | S 2.0  | 23 | James Cockrell               | James Cockrell Harald von Saucken                         | AC Ace                          | 1  |
| 66              | S 1.5  | 31 | Alejandro de Tomaso          | Isabelle Haskell Denise McCluggage                        | Osca S1500                      | 1  |
| 67              | S 1.5  | 33 | Christian Goethals           | Christian Goethals Jean Romain                            | Porsche 550A Spyder             | 1  |
| 68              | GT 1.6 | 69 | Horst Muellges               | Horst Muellges Hans-August Stausberg                      | Porsche 356A S75                | 1  |
| Nicht gestartet |        |    |                              |                                                           |                                 |    |
| 69              | S 3.0  | 8  | Ecurie Francorchamps         | Lucien Bianchi Alain de Changy                            | Ferrari 250TR58                 | 1  |
| 70              | S 1.5  | 32 | Ecurie Maarsbergen           | Carel Godin de Beaufort                                   | Porsche 718 RSK                 | 2  |
| 71              | S 1.1  | 40 | Stanguellini                 | Paolo Martoglio Giorgio Cecchini                          | Stanguellini HP13               | 3  |
| 72              | GT 3.0 | 57 | Willy Mairesse               | Willy Mairesse                                            | Ferrari 250 GT                  | 4  |
| 73              | GT 1.6 | 70 | Emile-Claude Clemens         | Emile-Claude Clemens Paul Nokin                           | Porsche 356A Carrera            | 5  |
| 74              | GT 1.3 | 82 | Hochet                       | Bertil Roos senior Rob Slotemaker                         | Alfa Romeo Giulietta SV         | 6  |
| 75              | GT 1.3 | 84 | Francisco Jose Marques Pinto | Francisco Jose Marques Pinto Joaquim Correira de Oliveira | Alfa Romeo Giulietta Spider     | 7  |
| 76              | GT 1.3 | 95 | Kurt Ahrens senior           | Kurt Ahrens Kurt Ahrens senior                            | Alfa Romeo Giulietta SV Zagato  | 8  |

1 nicht gestartet
2 nicht gestartet
3 nicht gestartet
4 nicht gestartet
5 nicht gestartet
6 nicht gestartet
7 nicht gestartet
8 nicht gestartet

### Nur in der Meldeliste
Hier finden sich Teams, Fahrer und Fahrzeuge, die ursprünglich für das Rennen gemeldet waren, aber aus den unterschiedlichsten Gründen daran nicht teilnahmen.
| Pos. | Klasse | Nr. | Team        | Fahrer                                       | Chassis          |
| ---- | ------ | --- | ----------- | -------------------------------------------- | ---------------- |
| 77   | S 2.0  | 18T | San Giorgio | Odoardo Govoni Adolfo Tedeschi Stirling Moss | Maserati Tipo 60 |

### Klassensieger
| Klasse | Fahrer              | Fahrer             | Fahrzeug                      | Platzierung im Gesamtklassement |
| ------ | ------------------- | ------------------ | ----------------------------- | ------------------------------- |
| S 3.0  | Stirling Moss       | Jack Fairman       | Aston Martin DBR1/300         | Gesamtsieg                      |
| S 2.0  | Umberto Maglioli    | Hans Herrmann      | Porsche 718 RSK               | Rang 4                          |
| S 1.5  | Heini Walter        | Arthur Heuberger   | Porsche 718 RSK               | Rang 6                          |
| S 1.1  | John Campbell-Jones | John Horridge      | Lotus Eleven                  | Rang 16                         |
| S 750  | Gérard Laureau      | Paul Armagnac      | DB HBR4                       | Rang 31                         |
| GT 3.0 | Jean Blaton         | Armand Blaton      | Ferrari 250 GT LWB Berlinetta | Rang 9                          |
| GT 1.6 | Hans-Joachim Walter | Paul-Ernst Strähle | Porsche 356A Carrera          | Rang 10                         |
| GT 1.3 | Peter Lumsden       | Peter Riley        | Lotus Elite                   | Rang 23                         |

### Renndaten
- Gemeldet: 77
- Gestartet: 68
- Gewertet: 40
- Rennklassen: 8
- Zuschauer: 200000
- Wetter am Renntag: kühl und regnerisch
- Streckenlänge: 22,810 km
- Fahrzeit des Siegerteams: 7:33:18,000 Stunden
- Gesamtrunden des Siegerteams: 44
- Gesamtdistanz des Siegerteams: 1003,640 km
- Siegerschnitt: 132,444 km/h
- Pole-Position: Jean Behra – Ferrari 250TR59 (# 3) – 9:37,400
- Schnellste Rennrunde: Stirling Moss – Aston Martin DBR1/300 (#1) – 9:32,000 = 143,559 km/h
- Rennserie: 3. Lauf zur Sportwagen-Weltmeisterschaft 1959